# Навроцкий, Сергей Сергеевич
Серге́й Серге́евич Навро́цкий (28 октября 1862—1924) — русский генерал, командир батальона Преображенского полка, генерал для поручений при министре внутренних дел.

## Биография
Православный. Из дворян.
Окончил 3-е военное Александровское училище. Служил в Преображенском полку.

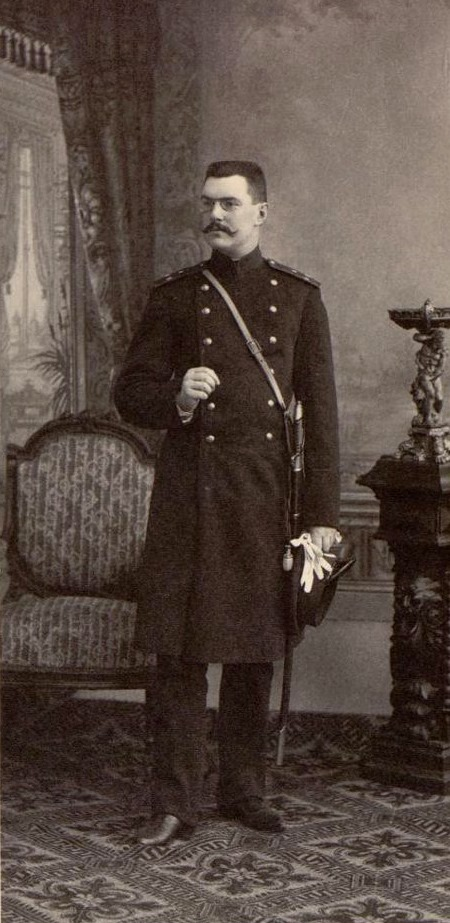
С. С. Навроцкий, поручик Лейб-гв. Преображенского полка. 1891г.

Чины: прапорщик (1882), подпоручик (1882), поручик (1886), штабс-капитан (1893), капитан (1897), полковник (1902), генерал-майор (за отличие, 1908), генерал-лейтенант (за отличие, 1914).
Командовал ротой (1893—1901) и батальоном (1902—1904) Преображенского полка. С 1905 года служил штаб-офицером для особых поручений при министре внутренних дел. В 1906 был назначен генералом для поручений при министре внутренних дел.
Пострадал при покушении на председателя Совета министров Петра Аркадьевича Столыпина на Аптекарском острове в 1906 году.
После Февральской революции вышел в отставку.
Умер в заключении в России в 1924 году.

## Награды
- Орден Святой Анны 3-й ст. (1901)
- Орден Святого Владимира 3-й ст. (ВП 21.12.1911)
- Орден Святого Станислава 1-й ст. (1913)